# 김경만 (1962년)
김경만(金京萬, 1962년 9월 23일~)은 대한민국의 기업인, 정치인이다. 제21대 국회의원을 지냈다.

## 학력
- 광주산수국민학교 졸업
- 광주충장중학교 졸업
- 광주광역시 살레시오고등학교 졸업
- 한국외국어대학교 영어학 학사

## 경력
- 1989 : 중소기업협동조합중앙회 근무
- 중소기업중앙회 정책총괄실장
- 국세청 국세행정개혁위원회 소통과혁신분과위원장
- 중소기업중앙회 경제정책본부 본부장
- 중소기업중앙회 통상산업본부 본부장
- 중소기업중앙회 고용지원본부 본부장
- 더불어시민당 국세청소통과혁신분과위원장
- 2020년 4월 15일: 대한민국 제21대 국회의원 선거 당선(비례대표, 더불어시민당, 초선)
- 2020.09~2022.09: 더불어민주당 중소기업특별위원회 위원장
- 2023.05~2023.09: 더불어민주당 원내부대표
- 2023.12~2024.03: 제22대 국회의원 선거 광주 서구 을 더불어민주당 국회의원 예비후보

### 의정 활동
- 2020.05~2024.05: 제21대 국회의원(비례대표, 더불어시민당→더불어민주당, 초선)
  - 2020.06~2022.05: 제21대 국회 전반기 산업통상자원중소벤처기업위원회 위원
  - 2020.07~2024.05: 전환기 한국경제 포럼 구성의원
  - 2022.07~2024.05: 제21대 국회 후반기 산업통상자원중소벤처기업위원회 위원
  - 2022.07~2022.10: 제21대 국회 민생경제안정 특별위원회 위원
  - 2023.06~2024.05: 제21대 국회 후반기 예산결산특별위원회 위원

## 역대 선거 결과
| 실시년도 | 선거   | 대수 | 직책     | 선거구   | 정당         | 득표수      | 득표율          | 순위         | 당락 | 비고 |
| -------- | ------ | ---- | -------- | -------- | ------------ | ----------- | --------------- | ------------ | ---- | ---- |
| 2020년   | 총선   | 21대 | 국회의원 | 비례대표 | 더불어시민당 | 9,307,112표 | \| \| 33.35% \| | 비례대표 2번 |      | 초선 |
|          | 33.35% |      |          |          |              |             |                 |              |      |      |

## 소속 정당
| 소속 정당 | 소속 정당      | 소속 기간 | 비고      |
| --------- | -------------- | --------- | --------- |
|           | 더불어시민당   | 2020      | 정계 입문 |
|           | 더불어민주당   | 2020~2024 | 합당      |
|           | 무소속         | 2024      | 탈당      |
|           | 더불어민주연합 | 2024      | 입당      |
|           | 더불어민주당   | 2024~현재 | 합당      |

## 같이 보기
- 대한민국 제21대 국회의원 선거 더불어시민당 후보 목록#비례대표